# Brandingspilaar

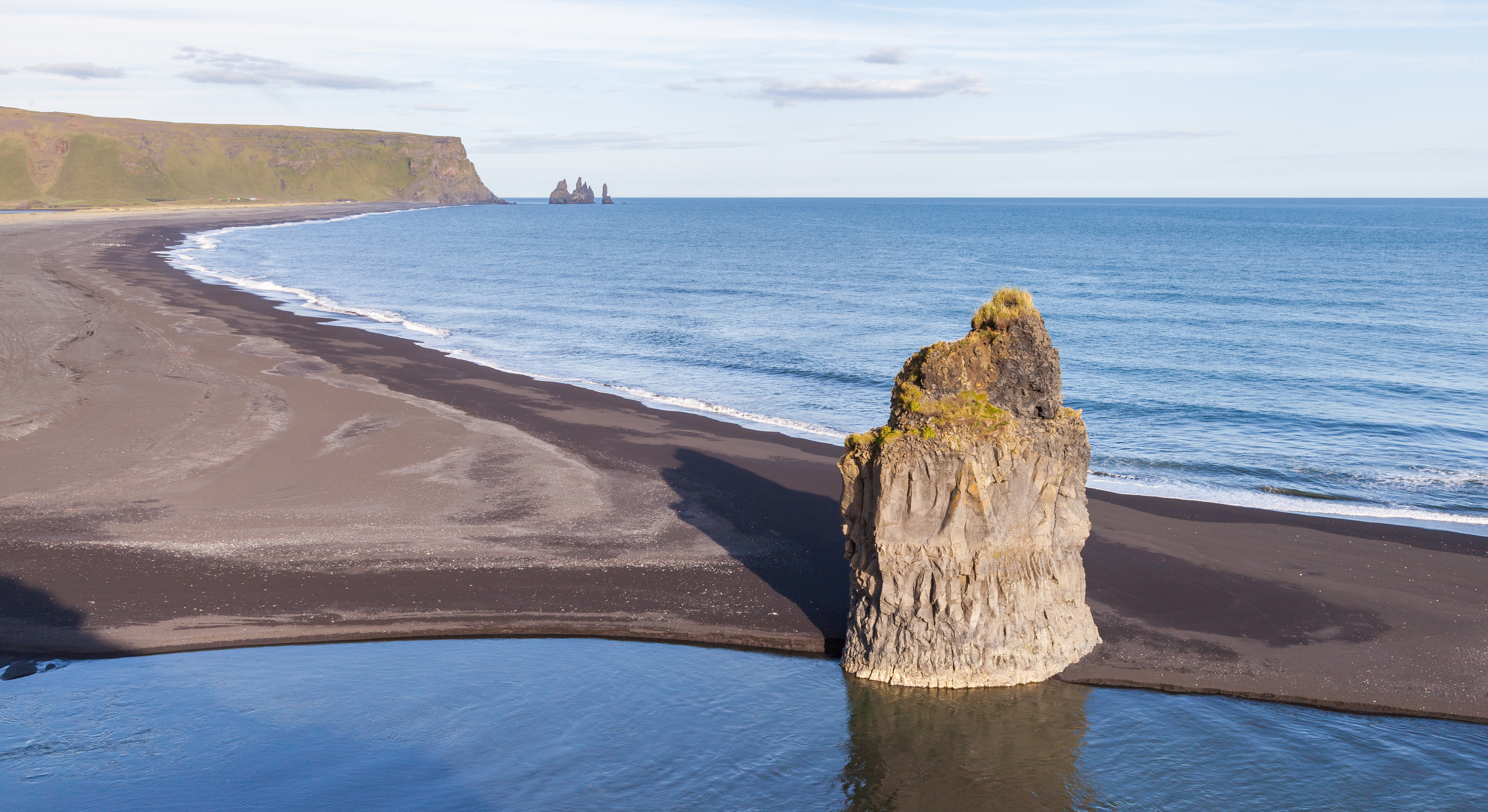
Een brandingspilaar van basalt op een lavastrand in de buurt van het IJslandse dorp Vík í Mýrdal.

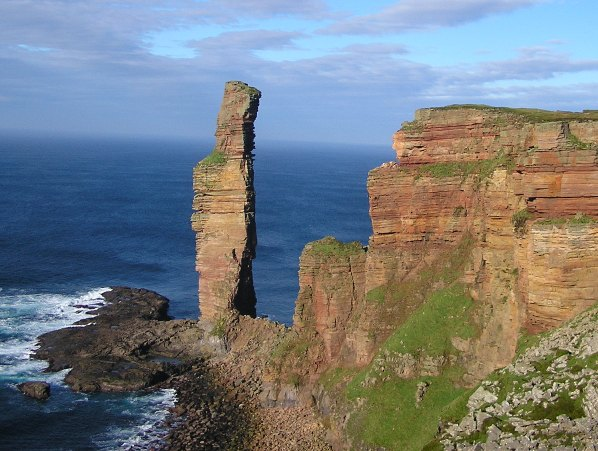
De Old Man of Hoy in Schotland.

Een brandingspilaar of stack is in de geologie een verticale pilaar van gesteente langs een kustlijn. Stacks worden gevormd door erosie van de kliffen van een kaap. Als deze erosie de twee flanken erodeert, blijft een losstaand stuk gesteente over. Brandingspilaren worden vaak door zeevogels gebruikt om hun nesten in te bouwen; vanwege de moeilijke bereikbaarheid voor niet-vliegende roofdieren zijn het relatief veilige plekken.
Brandingspilaren vormen vaak in horizontaal liggende gesteentelagen, die alleen voorkomen in sedimentaire en vulkanische gesteenten. Het gesteente moet competent (hard) genoeg zijn om kliffen te vormen en niet door afglijdingsmassa's in elkaar te zakken, zoals ongeconsolideerd klei of zand. In dit soort zachtere gesteenten gaat de erosie te snel om kliffen of stacks te vormen. Sommige competente gesteenten, zoals graniet, vormen geen brandingspilaren en eroderen op een andere manier.
De erosie van het zeewater is sterker op plekken waar kleine scheuren of breuken in het gesteente zitten. De scheuren worden daardoor groter en er ontstaan kommen of natuurlijke grotten in een klif. Het kan zijn dat twee grotten naar elkaar groeien waardoor een natuurlijke brug ontstaat, wanneer deze instort blijft een brandingspilaar over.
Voorbeelden van brandingspilaren in kliffen van kalksteen kunnen worden gevonden langs de noordkust van Frankrijk en de zuidkust van Engeland. Ze komen echter op veel meer plekken voor.